# Estructura orgánica de la Universidad Autónoma Metropolitana
La estructura orgánica de la Universidad Autónoma Metropolitana es la forma en que se organizan las relaciones entre los diferentes órganos y sus autoridades en los que recae el gobierno, la administración y operación de esa casa de estudios que tiene su sede en México. Fue pensada para evitar el centralismo y las arbitrariedad en la toma de decisiones. Por ello, se consideró un modelo basado en órganos colegiados, unidades académicas, divisiones y departamentos, mismos que tienen facultades y obligaciones distintas.
La UAM se compone de 5 Unidades Académicas y 1 Rectoría General, cada Unidad cuenta con su organigrama propio.

## Las autoridades
A la cabeza de las autoridades universitarias está el rector general, asistido por el secretario general.
A su vez, cada Unidad  tiene su propio rector y  asistido por  el secretario de unidad. Cada unidad está organizada por divisiones, que agrupan 'departamentos'. Un departamento  es  el conjunto de profesores-investigadores  organizados  en áreas  de investigación, que sostienen colectivos de investigación al interior del departamento, estas  las cuales están definidas a partir de un objeto de estudio y organizadas a través de programas y proyectos de investigación.

## Los órganos de la UAM
Según la Legislación Universitaria en su Ley Orgánica, los órganos de la UAM y algunas de sus funciones son:
- La Junta Directiva: autoridad responsable, entre otras cosas, de elegir al rector general;
- El Colegio Académico: el órgano encargado, entre otras cosas, de expedir las normas y disposiciones reglamentarias de aplicación general para la mejor organización y funcionamiento técnico, docente y administrativo de la universidad;
- El Rector General: es el representante legal de la institución; durará en su cargo cuatro años y no podrá ser reelecto; es el encargado de hacer cumplir las normas y disposiciones reglamentarias que expida el Colegio Académico;
- El Patronato: su función principal es la de obtener los ingresos necesarios para el financiamiento de la universidad, así como administrar y acrecentar el patrimonio de la Universidad;
- Los Consejos Académicos: es el encargado de proponer ante el órgano correspondiente las medidas que tiendan al mejoramiento de las actividades de la unidad universitaria;
- Los Rectores de Unidad: serán los representantes de las respectivas unidades universitarias, así como el presidente del consejo académico de cada unidad;
- Los Consejos Divisionales: formulan los planes y programas académicos de la división;
- Los Directores de División: son los presidentes de los consejos divisionales, su principal tarea es la de proponer al respectivo consejo divisional las medidas necesarias para el mejoramiento de las actividades de cada división, y
- Los Jefes de Departamento: son los encargados del buen funcionamiento del departamento.

## Rectoría General
La Rectoría General es la encargada de la administración de las Unidades Académicas de la UAM. En ella se depositan 4 de los órganos más importantes de la UAM.
Su organigrama se muestra a continuación:
El Colegio Académico, el Patronato y la Junta Directiva se encuentran en la cima del organigrama, y guardan una relación de colaboración o trabajo mutuo. 